# 中山手カトリック教会
中山手カトリック教会（なかやまてカトリックきょうかい）は、神戸市中央区中山手通1丁目28-7にあったカトリック教会。1995年に発生した阪神・淡路大震災により被災し聖堂半壊、司祭館全壊。1998年に解体され、1999年5月23日、同じく被災した下山手教会、灘教会と統合されてカトリック神戸中央教会（カトリックこうべちゅうおうきょうかい）となり、2004年に新聖堂が竣工した。

## 概要
元は1870年（明治3年）、居留地37番（現在の大丸神戸店付近）に建設された神戸最古の教会であった。
1966年（昭和41年）、聖堂にフランス・シャルトルへ発注のステンドグラスを取り付け完了。このステンドグラスは、20世紀を代表するステンドグラスの作家ガブリエル・ロワールが、同教会のために特別に製作。聖書に記されている20の物語からなる約40枚がはめ込まれていた。厚いガラスを用いた「ダル・ド・ベール」と呼ばれる製法のため、阪神・淡路大震災時にもステンドグラスは破損を免れた。ステンドグラスは聖堂の解体工事の際に取り外され、旧聖堂の祭壇後ろ部分に設置されてい部分は、2004年に同所に再建されたカトリック神戸中央教会の聖堂に再利用された。他のステンドグラスは、2008年に香川県高松市のカトリック桜町教会に一部が転用された。残る部分は長く倉庫に保管されていたが、2015年10月に完成した宮崎県宮崎市のカトリック宮崎教会の新聖堂に設置された。
教会付属幼稚園として「あけの星幼稚園」を併設していた。

## 歴史
- 1868年（慶応4年）6月、居留地にフランス人宣教師ピエール・ムニクウ神父が伝道所を開設。
- 1870年（明治3年）4月、伝道所に聖堂を献堂。初代司祭はムニクウ。
- 1871年（明治4年）、2代目司祭エメ・ヴィリヨン。
- 1923年（大正12年）12月、老朽化のため4代目司祭P.ファージュにより現在地へ新築移転、神戸最大の聖堂だった。
- 1945年（昭和20年）6月、神戸大空襲により聖堂全焼、ファージュは焼夷弾を消し止めて手足と顔面に大火傷を負い、聖堂と共に75歳で死去。
- 1948年（昭和23年）、復興に取り掛かる。
- 1950年（昭和25年）、完成。
- 1956年（昭和31年）、ゴシック風聖堂修復再建工事完成。
- 1966年（昭和41年）、再建された聖堂にステンドグラス取り付け完了。
- 1995年（平成7年）1月17日、阪神大震災により聖堂半壊・司祭館全壊。
- 1998年（平成10年）、聖堂の解体工事に着工。
- 1999年（平成11年）5月23日、下山手教会、灘教会と統合されてカトリック神戸中央教会となる。
- 2004年（平成16年）10月23日、跡地にカトリック神戸中央教会の聖堂が献堂される。